# Ďumbier
Ďumbier (2.043 m) è la più alta montagna della catena montuosa dei Bassi Tatra (nei Carpazi), nella Slovacchia centrale. Nonostante i resti di miniere medievali (di ferro, oro e antimonio), il massiccio è ora protetto, facendo parte del parco nazionale dei Bassi Tatra.
La cima facilmente accessibile offre una vista panoramica degli Alti Tatra, di Liptov e della valle del fiume Hron; sulla cima è anche situato uno chalet chiamato Chata M. R. Štefánika. Ďumbier (come la vicina montagna di Chopok) può essere raggiunta seguenti i sentieri sia da nord (dalla valle Demänovská dolina), sia da sud (dalle fermate degli autobus di Trangoška e Srdiečko).